# I Love Lucy
I Love Lucy é uma das mais aclamadas e populares sitcom da televisão norte-americana, estrelada por Lucille Ball, Desi Arnaz, Vivian Vance e William Frawley. A série foi ao ar de 15 de outubro de 1951 a 6 de maio de 1957 na CBS. Foram produzidos um total de 194 episódios, incluindo um especial de Natal "perdido". Apesar de ter originalmente acabado em 1957, o programa continuou no ar por mais três temporadas no formato de especiais de uma hora, exibidos de 1957 a 1960.
I Love Lucy foi o programa mais assistido da televisão americana em quatro de suas seis temporadas, sendo o primeiro a liderar a audiência quando de seu fim (feito este só repetido por The Andy Griffith Show e Seinfeld), apesar de nunca ter tido um final formal. O programa recebeu 22 indicações aos prêmios Emmy, tendo vencido cinco vezes. Em 2002 foi eleito o segundo melhor programa de todos os tempos da televisão norte-americana pela revista TV Guide, perdendo apenas para Seinfeld. Em 2007 o programa foi eleito como a melhor reprise pelo jornal The Washington Post. No mesmo ano apareceu numa lista sem classificação da revista Time dos 100 melhores programas de televisão da história.
Em 20 de dezembro de 2023, a revista Variety elegeu I Love Lucy como o melhor programa da TV americana de todos os tempos, à frente de dramas prestigiados como Mad Men e The Sopranos.

## Exibição no Brasil
No Brasil, a série foi apresentada pela Rede Tupi entre 1958 e 1979. O enorme sucesso de I Love Lucy na TV Tupi São Paulo logo inspirou na emissora o surgimento de uma versão nacional: Alô, Doçura!, a primeira sitcom brasileira.
Mais tarde, a TV Gazeta, durante a década de 1980, reprisou o sitcom. Foi reexibida também pela Rede Bandeirantes.
Na década de 1990, a companhia aérea Varig exibia o seriado para seus passageiros em suas rotas nacionais. Em 1993, a TV Cultura comprou os episódios com as dublagens originais da primeira versão nacional, ficando no ar até 2000.
O Multishow também exibiu o seriado a partir de 1997, com som original e legendas. O canal da Globosat exibia regularmente no período da manhã.
Também foi exibida pelo canal por assinatura TCM entre 2005 e 2006, e pela Rede 21.
Em 2011, a Paramount lançou no Brasil o DVD com a terceira temporada do seriado.
Foi exibida pelo SBT entre 15 de junho e  11 de julho de 2015, inicialmente era exibida às 13h30, substituindo As Visões de Raven, mas devido à baixa audiência a série passou a ser exibida às 14h15 e foi encurtada de 1 hora para apenas 15 minutos de duração, fazendo com que As Visões de Raven voltasse a programação da emissora. Em 11 de julho, a série foi exibida pela última vez na faixa da tarde, sendo transferida para as madrugadas do SBT, devido à baixa audiência. No seu horário, a série foi substituída por Arnold, que já estava sendo exibida desde 1º de julho, no lugar de As visões da Raven. Por um tempo, passou a ser exibida durante a madrugada, mas acabou saindo da programação. O SBT já tinha exibido a sua continuação, Show da Lucy, produzida entre 1962 e 1968, quando a emissora foi inaugurada. A continuação exibida pelo SBT foi criticada na imprensa pela sua dublagem. A emissora ainda faria um remake de Alô, Doçura! da Rede Tupi que tinha se inspirado no seriado americano.

## História
A sitcom foi baseada num programa de rádio, estrelando Lucille Ball e Richard Dennig chamado My Favorite Husband. Denning queria interpretar o papel do marido de Ball na televisão também, mas a atriz queria que seu marido de verdade, o cubano Desi Arnaz, interpretasse o papel de seu esposo na televisão. Os executivos ficaram preocupados com o fato de que a audiência norte-americana poderia condenar o "casal interracial", além do forte sotaque de Arnaz. Para ajudar à decisão dos executivos de fazer ou não o programa, Ball e Arnaz fizeram uma peça de vaudeville com a música dele e a comédia dela, que foi muito bem recebida em várias cidades. Por fim, a CBS concordou em fazer o programa, mas recusou-se em ter o nome de Arnaz no título do programa (já que o título original era Lucy & Ricky). Depois de negociações, Arnaz concordou com título I Love Lucy, já que ele seria o "I".
"Lucy Vai a Havana" é o título de um episódio censurado de I Love Lucy que o Museu de Televisão de Nova York exibiu nos anos 90 em seu anfiteatro. A censura se deve ao fato de que os Estados Unidos procuraram banir imagens positivas de Cuba após a Revolução Cubana, uma revolução socialista de 1959, em que a ilha que os norte-americanos tinham como um de seus balneários prediletos, situada somente a cerca de 90 milhas de Key West, a ponta sul do estado da Flórida.
A fama também trouxe problemas e levou Lucille Ball ao comitê anticomunista, em 1953, que questionava seu apoio ao Partido Comunista americano na eleição de 1936. A defesa veio no episódio 68 (The Girls Go Into Business) em que Desi, mirando as câmeras, afirmou: "O único toque vermelho de Lucy é seu cabelo e, mesmo assim, não é legítimo".
O programa era filmado nos estúdios Desilu, cujos donos eram Ball e Arnaz. O nome "Desilu" é uma junção dos nomes dos atores.

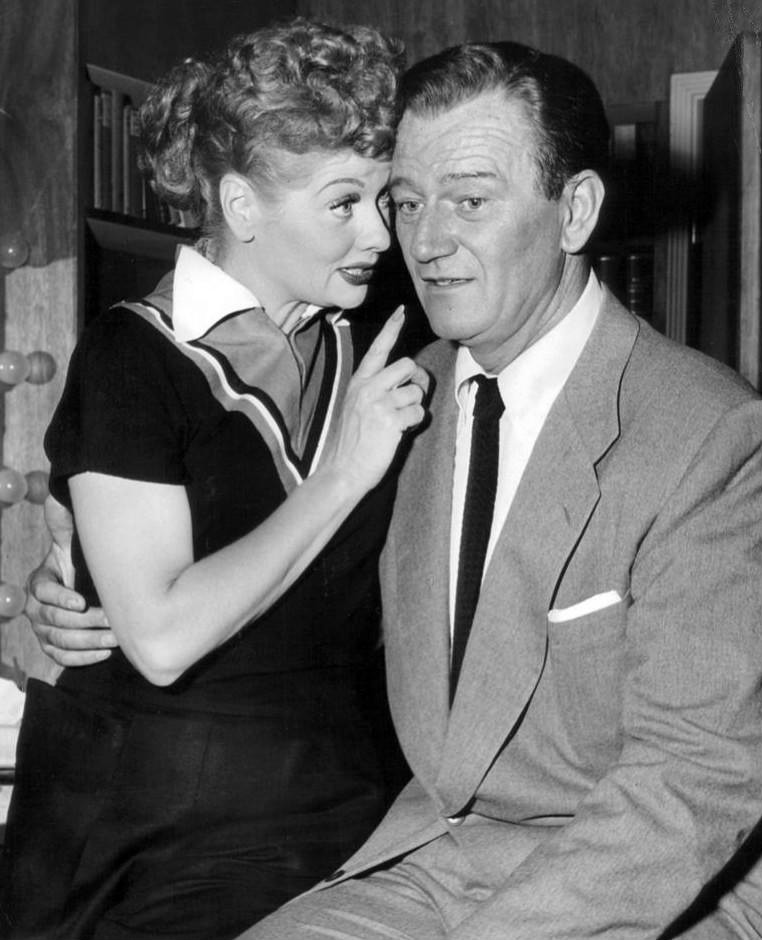
Lucille Ball e John Wayne em 1955

Lucille Ball foi a penúltima pessoa do elenco original do programa a falecer, em 26 de abril de 1989. O único membro do elenco que ainda está vivo é Keith Thibodeaux (creditado como "Richard Keith") que interpretou o filho de Lucy e Ricky nas duas últimas temporadas.

## Elenco

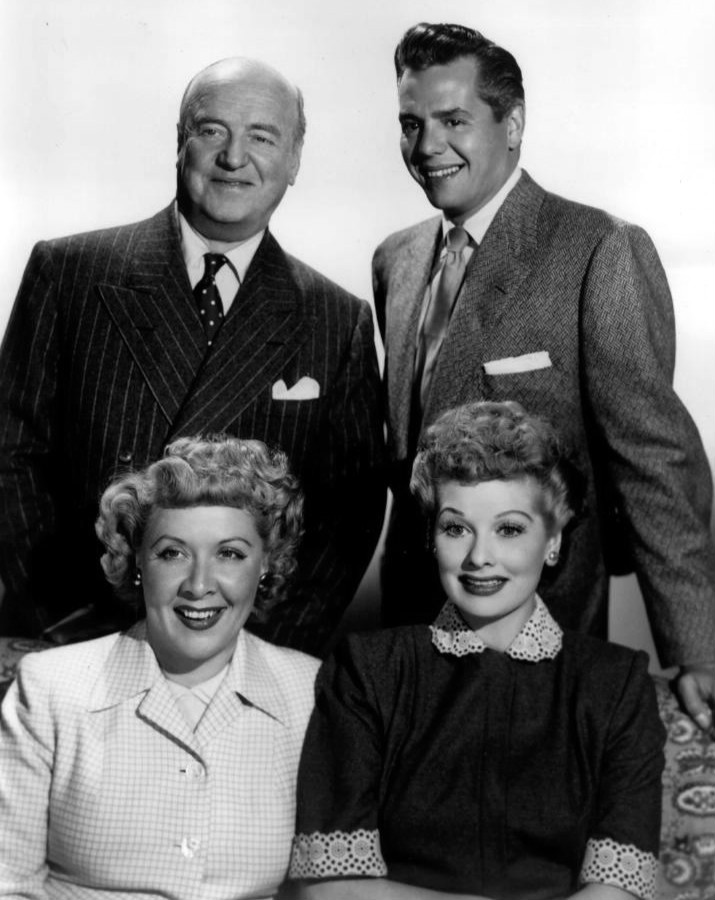
O elenco de I Love Lucy, da esquerda para a direita. Em pé: William Frawley e Desi Arnaz; sentadas: Vivian Vance e Lucille Ball.

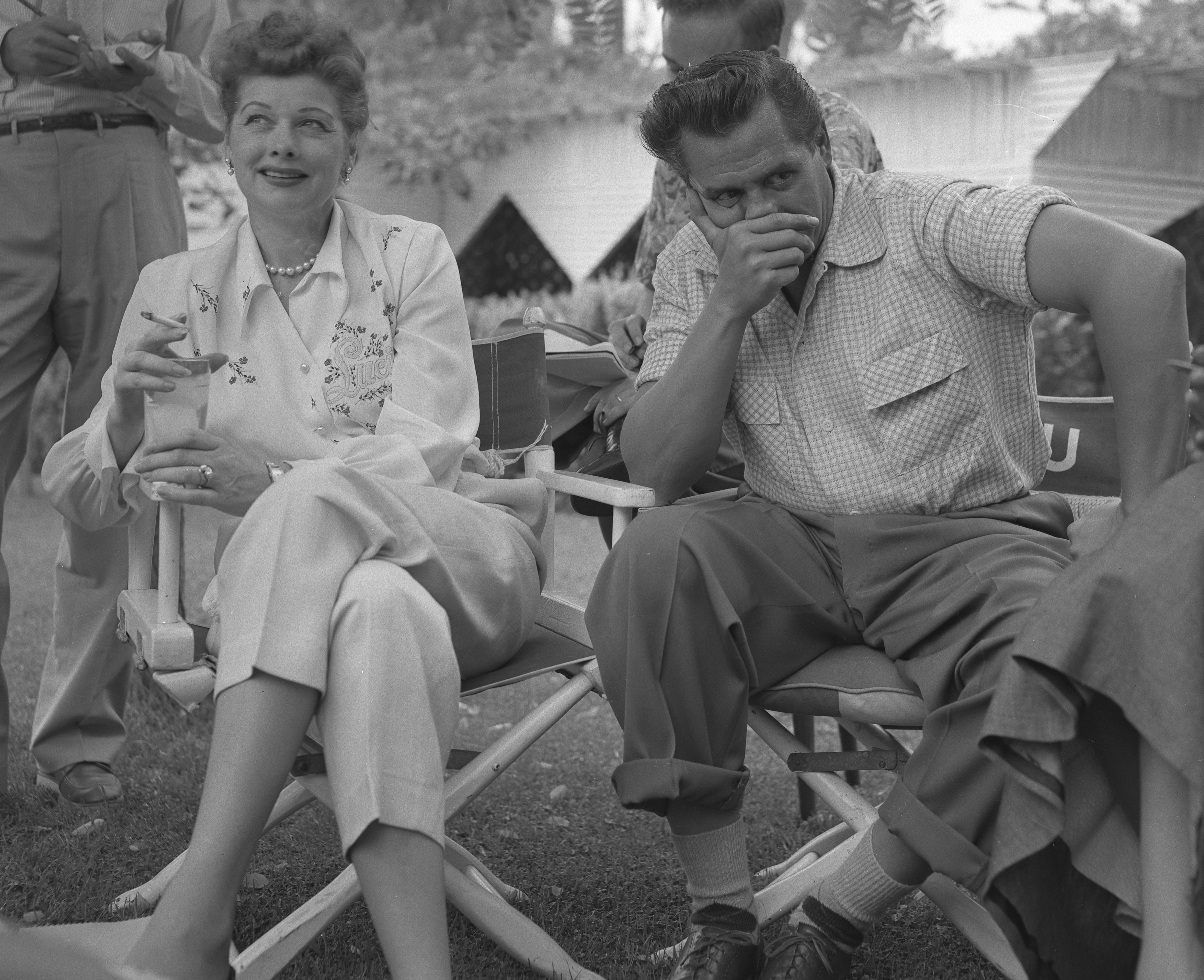
Lucille Ball e Desi Arnaz atendendo a imprensa em 1953

- Lucille Ball - Lucille 'Lucy' Esmeralda MacGillicuddy Ricardo
- Desi Arnaz - Enrique 'Ricky' Alberto Ricardo y de Acha III
- Vivian Vance - Ethel Mae Roberta Louise Potter Mertz
- William Frawley - Frederick 'Fred' Hobart Edie Mertz I
- Kathryn Card - Sra. MacGillicuddy (1955-1956)
- Mary Jane Croft - Betty Ramsey (1957)
- Jerry Hausner - Jerry, o agente de Ricky (1951-1954)
- Bob Jellison - Bobby, o porteiro do Hollywood (1954-1955)
- Keith Thibodeaux - Ricky Ricardo, Jr. (1956-1957)
- Joseph A. & Michael Mayer - Ricky Ricardo, Jr. (bebê) (1953-1954)
- Frank Nelson - Ralph Ramsey (1957)
- Elizabeth Patterson - Sra. Mathilda Trumbull (1953-1956)
- Richard & Ronald Lee Simmons - Ricky Ricardo, Jr. (bebê) (1954-1955)
- Doris Singleton - Caroline Appleby (1953-1957)

## Audiência
O programa I Love Lucy manteve altos índices de audiência durante toda sua duração. Em sua primeira temporada ficou em terceiro na lista dos programas mais assistidos dos Estados Unidos. Da segunda à quarta temporada foi o primeiro programa mais assistido no país. Na quinta temporada caiu para a segunda posição, retornando ao primeiro lugar do ranking na sexta e última.
No segundo episódio da primeira temporada, "Be a Pal" (em português:  "Seja um Amigo"), um dos episódios mais clássicos de todos, exibido na CBS em 22 de outubro de 1951, Lucille imitou e dublou a cantora luso-brasileira Carmen Miranda com a famosa marchinha "Mamãe eu quero" tocada em uma vitrola.
O episódio "Lucy Goes to the Hospital" (em português:  "Lucy Vai ao Hospital"), exibido em 19 de janeiro de 1953, atingiu a audiência recorde de 71,7 pontos, o que significa que 71,7% de todos os televisores ligados nos Estados Unidos estavam sintonizados no programa. Até hoje, apenas um episódio de 1956 do The Ed Sullivan Show, no qual Elvis Presley fez sua primeira aparição televisiva, superou este percentual recorde (82,6% dos televisores ligados).
No Brasil, a série estreou com 5.4, mas cresceu para 6.4, mesmo em terceiro. Em várias regiões do país, "Lucy" registra índices pífios. Em Belo Horizonte, a série obteve somente 3,4 pontos, e em Porto Alegre registrou pífios 1.3 pontos, dividindo o quarto lugar com a TV Pampa, afiliada da RedeTV no estado.

## PrêmiosEmmy
- 1952: Melhor Programa de Comédia (indicado)
- 1952: Melhor Comediante Feminina - Lucille Ball (indicada)
- 1953: Melhor Programa de Comédia (vencedor)
- 1953: Melhor Comediante Feminina - Lucille Ball (vencedora)
- 1953: Melhor Personalidade - Lucille Ball (indicada)
- 1954: Melhor Programa de Comédia (vencedor)
- 1954: Melhor Estrela Feminina em uma Série Regular - Lucille Ball (indicada)
- 1954: Melhor Ator Coadjuvante de Seriado - William Frawley (indicado)
- 1954: Melhor Atriz Coadjuvante de Seriado - Vivian Vance (vencedora)
- 1955: Melhor Programa de Comédia (indicado)
- 1955: Melhor Estrela Feminina em uma Série Regular - Lucille Ball (indicada)
- 1955: Melhor Ator Coadjuvante numa Série Regular - William Frawley (indicado)
- 1955: Melhor Atriz Coadjuvante numa Série Regular - Vivian Vance (indicada)
- 1955: Melhor Roteiro de Comédia - Madelyn Davis, Jess Oppenheimer e Robert G. Carroll
- 1956: Melhor Comediante Feminina - Lucille Ball (indicada)
- 1956: Melhor Atriz de Performance Contínua - Lucille Ball (vencedora)
- 1956: Melhor Ator Coadjuvante - William Frawley (indicado)
- 1956: Melhor Roteiro - Bob Carroll Jr., Madelyn Davis, Jess Oppenheimer, Bob Schiller e Bob Weiskopf pelo episódio "L.A. At Last" (indicados)
- 1957: Melhor Atriz de Performance Contínua - Lucille Ball (indicada)
- 1957: Melhor Atriz Coadjuvante numa Série Regular - Vivian Vance (indicada)
- 1958: Melhor Atriz de Performance Contínua - Lucille Ball (indicada)
- 1958: Melhor Atriz Coadjuvante de Performance Contínua num Seriado Dramático ou Cômico - Vivian Vance (indicada)